# Atrição
Em estatística e econometria, o termo atrição se refere à perda de participantes ao longo dos diferentes períodos de experimentos ou  estudos longidutinais. Um exemplo de atrição ocorre quando participantes de uma pesquisa domiciliar se mudam e os pesquisadores não conseguem mais acompanhá-los.